# 돌프 스윗

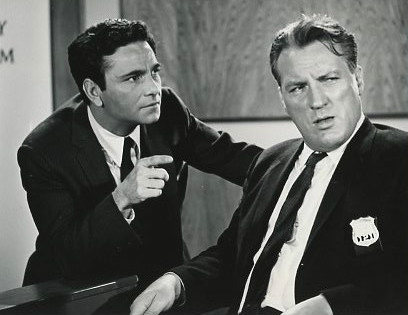

돌프 스위트(Dolph Sweet, 1920년 7월 18일 ~ 1985년 5월 8일)는 미국의 배우, 텔레비전 배우이다.
뉴욕에서 태어났다.

## 영화
- 레즈 (1981년)
- 배회자 (1979년)
- 샌프란시스코의 이혼녀 (1979년)
- 데스 문 (1978년)
- 대전장 (1978년)
- 마틴 루터 킹 (1978년)
- 배신의 그림자 (1977년)
- 시스터스 (1973년)
- 센츄리안 (1972년)
- 콜로서스 (1970년)
- 아웃 오브 타우너스 (1970년)
- 피니안의 무지개 (1968년)
- 애증의 세월 (1968년)
- 유어 빅 보이 나우 (1966년)